# 葉綠酸
葉綠酸（英語：Chlorophyllin）是指葉綠素半合成產生，和葉綠素密切相關的水溶性鹽類衍生物，其差異在其中的正離子。最常見的是含鈉/銅的衍生物，是一種食品添加物，也用在替代醫學。綠色葉菜類中含有葉綠素，其中以菠菜居多，含量到5.7%。

## 衍生物
葉綠酸銅配合物也稱為銅葉綠素，是一種食用色素，稱為天然綠色三號，其E编码為E141。在台灣是可加在零食中的食用色素
，但因為不耐高溫、不得加在食用油中。依據食品添加物使用範圍及限量暨規格標準規定，銅葉綠素可用在口香糖及泡泡糖，用量以銅計為每公斤0.04公克以下；銅葉綠素鈉可用在乾海帶、蔬果加工品、烘焙食品、果醬、果凍、調味乳、湯類及不含酒精調味飲料等產品中，用量以銅計為每公斤0.064公克到0.15公克以下不等。一般人的每日銅葉綠素鈉的攝食量在15 mg/kg以下是安全的
- 銅葉綠素（Copper Chlorophyll），脂溶性
- 銅葉綠素鈉（Sodium Copper Chlorophyllin），水溶性
- 鐵葉綠素鈉（Sodium Iron Chlorophyllin），水溶性

## 用途

### 癌症預防
葉綠酸有用在抗诱变的醫藥中，由於葉綠素不溶於水．食物中的葉綠素和突變原結合的量不多。但葉綠酸因為可溶於水，因此可以大量的和體內的環境突變原結合，像多環芳香烴中的苯並[a]芘及二苯并[a,e]芘。葉綠酸和突變原結合的比例和白藜芦醇好二十倍，比黄嘌呤好數千倍。

### 醫學及衛生
葉綠酸是許多除臭剂中的活性成份，可以消除失禁、結腸造口術和類似手術產生的臭味，也可以消除一般的體臭。
水溶性的銅葉綠素鈉（Sodium Copper Chlorophyllin），作為藥品具有脫臭與殺菌功能。

## 相關食品安全事件
2013年10月16日，大統長基公司生產的「大統特級橄欖油」被揭發混入低成本的葵花油及棉籽油，還添加銅葉綠素調色，彰化地檢署與相關管理單位，已要求業者相關產品下架，工廠內相關生產線也被勒令停產該產品。
大統在特級橄欖油中加入廉價的棉籽油，再加入銅葉綠素調色，已經有7年之久。彰化衛生局技士許婉貞說，「（銅）葉綠素是規定只能放在泡泡糖還有食品，油脂是不能使用的。」，銅葉綠素禁止放在油中的原因，可能和油脂日常的攝取量較高有關。因為食用油若摻有銅葉綠素，高溫加熱後，會釋出銅加速油脂氧化，銅攝取過量恐造成肝腎負擔。衛福部追查發現「銅葉綠素鈉」流向發現，包含陸仕的涼麵5款食品。陸仕是7-ELEVEN的涼麵、炒麵代工廠。廠方表示，當時不知買到的是「銅葉綠素鈉」，也不知道這不能添加於麵體。根據WHO報告指出，銅葉綠素鈉中的銅是相當穩定的，不容易釋放出來。但是，銅葉綠素鈉在100度煮沸其結構會逐漸被破壞，因此對於銅代謝有問題的病人可能是較敏感的人群。